# Busnes
Busnes (flämisch: Bune) ist eine französische Gemeinde mit 1.242 Einwohnern (Stand: 1. Januar 2022) im Département Pas-de-Calais in der Region Hauts-de-France. Sie gehört zum Arrondissement Béthune und zum Kanton Lillers.

## Geographie
Die Gemeinde Busnes liegt am Canal d’Aire, etwa zehn Kilometer nordwestlich von Béthune. Nachbargemeinden von Busnes sind Guarbecque im Nordwesten und Norden, Saint-Venant im Norden und Nordosten, Robecq im Osten, Gonnehem im Südosten und Süden, Lillers im Südwesten und Westen sowie Ham-en-Artois im Westen.

## Bevölkerungsentwicklung
| Jahr                       | 1962 | 1968 | 1975 | 1982 | 1990 | 1999 | 2006 | 2013 | 2022 |
| Einwohner                  | 1100 | 1106 | 1178 | 1266 | 1337 | 1294 | 1253 | 1267 | 1242 |
| Quellen: Cassini und INSEE |      |      |      |      |      |      |      |      |      |

## Sehenswürdigkeiten
- Kirche Saint-Paul aus dem 19. Jahrhundert
- Reste des Schlosses Le Quesnoy aus dem 17. Jahrhundert mit Kapelle
- Schloss Beaulieu

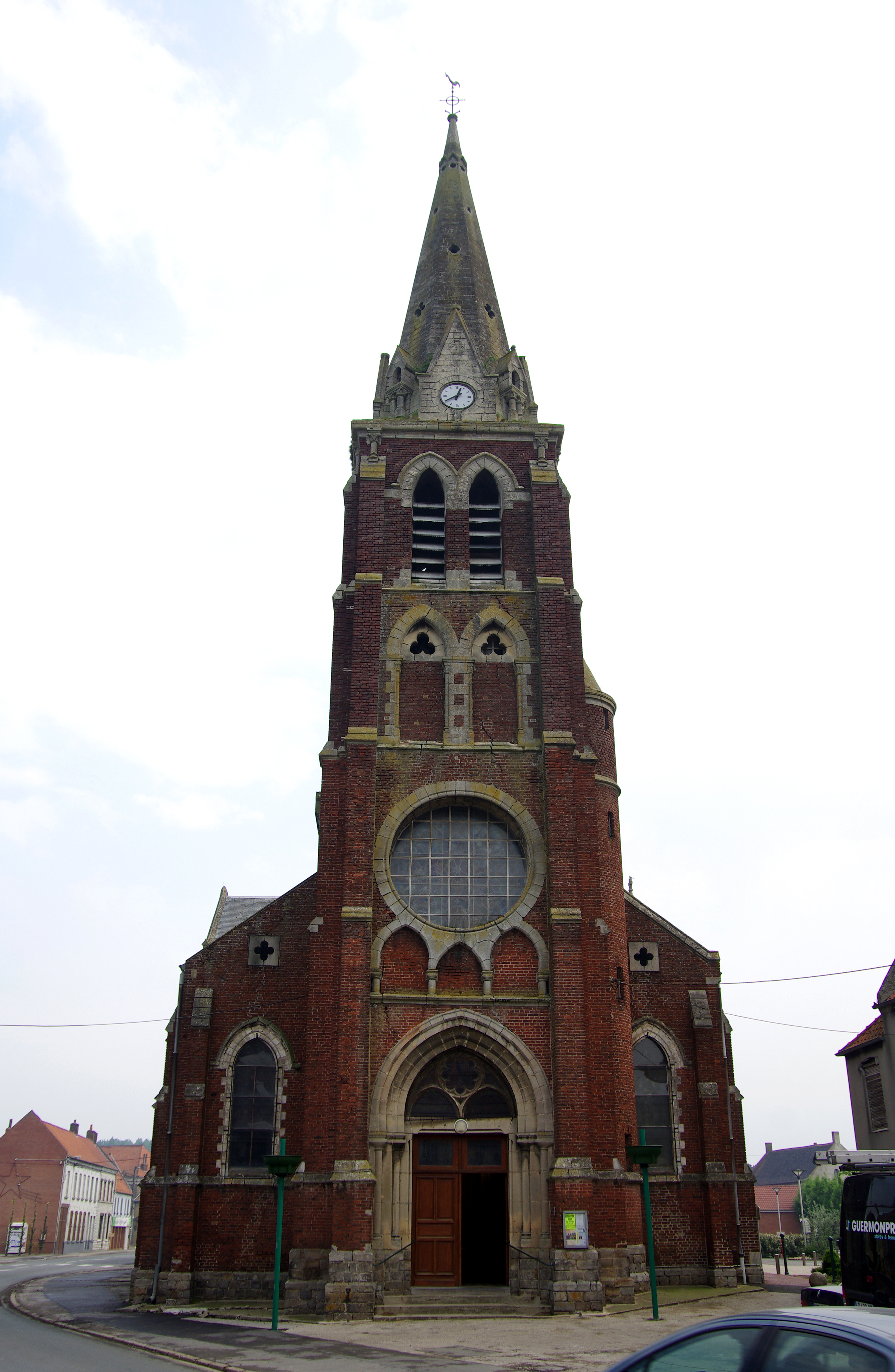
Kirche Saint-Paul
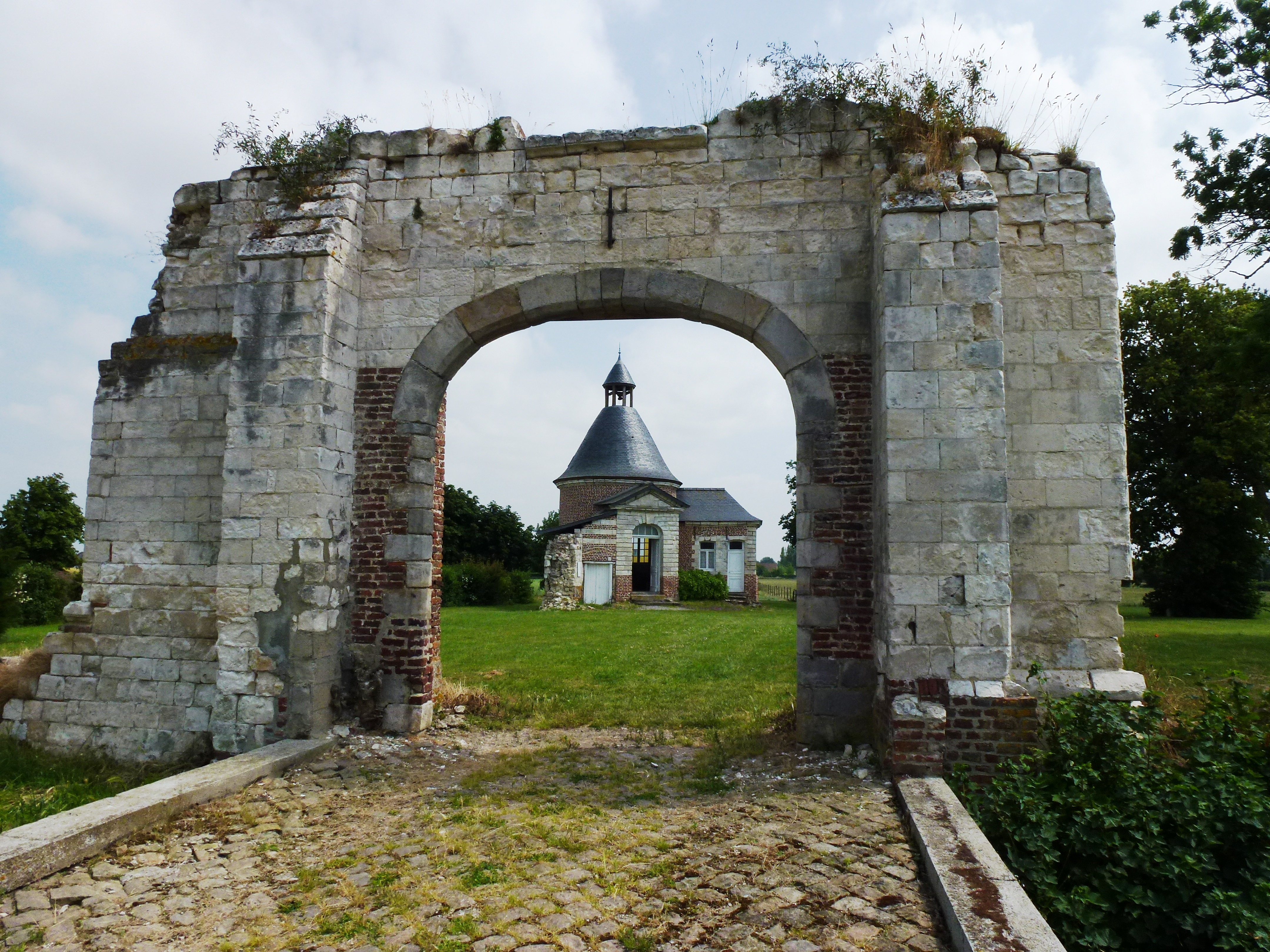
Reste des Schlosses Le Quesnoy mit Kapelle
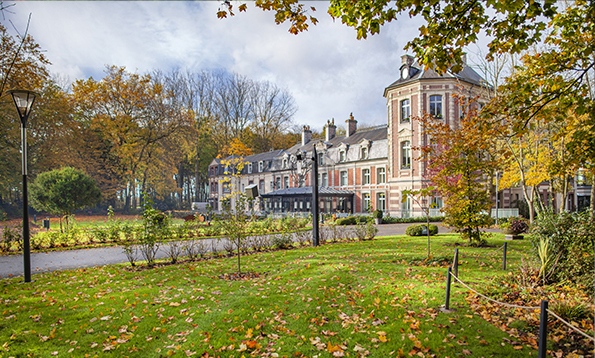
Schloss Beaulieu

## Persönlichkeiten
- Antoine Busnoys (um 1433–1492), Komponist und Sänger